# Robert O'Brien
Robert O'Brien va ser un pilot de curses automobilístiques estatunidenc que va arribar a disputar curses de Fórmula 1.
Robert O'Brien va néixer l'11 d'abril del 1908 a Lyndhurst, Nova Jersey i va morir el 10 de febrer del 1987.

## A la F1
Va debutar a la tercera temporada de la història del campionat del món de la Fórmula 1, la corresponent a l'any 1952, disputant el 22 de juny el GP de Bèlgica, que era la tercera prova del campionat.
Robert O'Brien va arribar a participar en aquesta única cursa puntuable pel campionat de la F1, acabant-la a 6 voltes del guanyador.

## Resultats a la Fórmula 1
| Any  | Equip          | Xassís        | Motor         | 1   | 2   | 3      | 4   | 5   | 6   | 7   | 8   | Posició | Punts |
| ---- | -------------- | ------------- | ------------- | --- | --- | ------ | --- | --- | --- | --- | --- | ------- | ----- |
| 1952 | Robert O'Brien | Simca-Gordini | Simca-Gordini | SUI | 500 | BEL 14 | FRA | GBR | ALE | HOL | ITA | -       | 0     |

### Resum
| Curses: | Victòries: | Pòdiums: | Poles: | Voltes ràpides: | Punts: |
| ------- | ---------- | -------- | ------ | --------------- | ------ |
| 1       | 0          | 0        | 0      | 0               | 0      |